# Pomboa
Genre
Pomboa est un genre d'araignées aranéomorphes de la famille des Pholcidae.

## Distribution
Les espèces de ce genre sont endémiques de Colombie.

## Liste des espèces
Selon World Spider Catalog (version 14.5, 2014) :
- Pomboa cali Huber, 2000
- Pomboa pallida Huber, 2000
- Pomboa quimbaya Valdez-Mondragón, 2012
- Pomboa quindio Huber, 2000

## Publication originale
- Huber, 2000 : New World pholcid spiders (Araneae: Pholcidae): A revision at generic level.Bulletin of the American Museum of Natural History, no 254, p. 1-348 (texte intégral).